# 善性寺 (山県市)
善性寺は岐阜県山県市大桑雉洞にある臨済宗妙心寺派の寺院で、聖観世音菩薩を本尊として祀る。山号は瑞巌山。美濃四国68番札所である。
寛文12年（1672年）に村で疫病が蔓延した際に、武藤七郎右衛門が南泉寺8世則堂如説を招いて聖観世音菩薩と八王子をに祈願したところ、その霊験を得た。延宝6年(1678年)、その報恩のため赤目谷の地に隠嶺梵阿を開山として寺を建立したのが始まりである。